# Самоне
Самоне (итал. Samone) — коммуна в Италии, располагается в провинции Тренто области Трентино-Альто-Адидже.
Население составляет 544 человека (2011 г.), плотность населения составляет 133 чел./км². Занимает площадь 4 км². Почтовый индекс — 38050. Телефонный код — 0461.
Покровителем коммуны почитается святой Иосиф Обручник, празднование 19 марта.

## Демография
Динамика населения:

## Администрация коммуны
- Официальный сайт: